# Hendrik Tuerlinckx
Hendrik Tuerlinckx (Diest, 1 december 1987) is een Belgischvolleyballer. Zijn positie is hoofdaanvaller.

## Levensloop
Tuerlinckx begon met volleyballen bij VC Averbode, alwaar zijn beide ouders voorzitter en zijn vader tevens lange tijd hoofdsponsor was. Later maakte hij de overstap VC Heverlee. In 2005 keerde Tuerlinckx terug naar Averbode, alwaar hij in 2006 zijn carrière als professioneel volleyballer aanvatte. Na een seizoen bij deze club maakte hij de overstap naar het Italiaanse Pallavollo RPA Perugia.
Hierop aansluitend keerde hij terug naar de Belgische competitie en ging hij aan de slag bij Knack Volley Roeselare. Met deze club -waarvan hij sinds 2011-'12 kapitein was - werd hij zevenmaal landskampioen (2010, 2013, 2014, 2015, 2016, 2017 en 2021) en won hij achtmaal de Beker van België (2011, 2013, 2016, 2017, 2018, 2019, 2020 en 2021). Ook won hij met Roeselare vijfmaal de Supercup (2010, 2013, 2014, 2018 en 2019) en bereikte hij in 2015-'16 de halve finales van de CEV Cup. Ook werd hij als speler van deze club viermaal verkozen tot Speler van het Jaar (2013, 2014, 2017 en 2018).
Sinds 2021 is hij aan de slag bij Volley Haasrode Leuven. In 2022 kwam hij tevens uit voor het Qatarese Al Ahli SC, dat hij versterkte tijdens de Final Four van de competitie aldaar. Sinds 2023 is hij daarnaast ook assistent-coach bij het Belgisch volleybalteam en VC Averbode.
Tuerlinckx heeft een diploma Grafische Technieken / Bedrijfsbeheer.

## Nationale ploeg
| Jaar | Campagne               | Resultaat |
| ---- | ---------------------- | --------- |
| 2013 | Euroleague             | 1e        |
|      | Europees kampioenschap | 6e        |
|      | Europees kampioenschap | 5e        |
|      | Wereldkampioenschap    | 8e        |
|      | Worldleague            | 8e        |
|      | Worldleague            | 6e        |
|      | Wereldkampioenschap    | 9e        |

## Individuele prijzen
| Jaar        | Prijs                                  | Competitie                    | Land   |
| ----------- | -------------------------------------- | ----------------------------- | ------ |
| 2006 - 2007 | Rookie van het jaar                    | Belgische volleybalcompetitie | België |
| 2007 - 2008 | Beste jongere van het jaar             | Belgische volleybalcompetitie | België |
| 2012 - 2013 | MVP Cup Finals                         | Belgische volleybalcompetitie | België |
| 2012 - 2013 | Speler van het jaar                    | Belgische volleybalcompetitie | België |
| 2013 - 2014 | Speler van het jaar                    | Belgische volleybalcompetitie | België |
| 2013 - 2014 | Beste aanvaller van de eerste ronde    | Champions League              |        |
| 2015 - 2016 | MVP Cup Finals                         | Belgische volleybalcompetitie | België |
| 2015 - 2016 | Speler van het jaar                    | Belgische volleybalcompetitie | België |
| 2016 - 2017 | MVP Cup Finals                         | Belgische volleybalcompetitie | België |
| 2017 - 2018 | MVP Cup Finals                         | Belgische volleybalcompetitie | België |
| 2017 - 2018 | Speler van het jaar                    | Belgische volleybalcompetitie | België |
| 2017 - 2018 | 5e beste aanvaller van de eerste ronde | Champions League              |        |
| 2018 - 2019 | MVP Cup Finals                         | Belgische volleybalcompetitie | België |
| 2018 - 2019 | 4e beste aanvaller van de eerste ronde | Champions League              |        |
| 2019 - 2020 | 4e beste aanvaller van de kwartfinale  | Champions League              |        |